# ماريا بيتروفيتش
ماريا بيتروفيتش مواليد 18 مارس 1994 في نيش، صربيا، هي لاعبة كرة يد صربية تلعب كمحور. مثلت منتخب بلادها.

## سجل المنافسة
شاركت في البطولات التالية:
- بطولة العالم لكرة اليد للسيدات 2015
- بطولة أوروبا لكرة اليد للسيدات 2016

## روابط خارجية
- ماريا بيتروفيتش على موقع الاتحاد الأوروبي لكرة اليد (الإنجليزية)